# Baroness
Baroness é uma banda de heavy metal americana formada em Savannah, Georgia. Sua música incorpora elementos de sludge, rock progressivo, rock alternativo, entre outros elementos. O vocalista John Dyer Baizley é responsável pela arte das capas do próprio grupo, além de ter desenhado para artistas como Darkest Hour, The Red Chord, Vitamin X, Skeletonwitch, Sounds of the Underground, Kylesa, Kvelertak, Black Tusk, Flight of the Conchords, Torche, Pig Destroyer, Magrudergrind, entre outros. O grupo já lançou 5 aclamados discos de estúdio, além de alguns EPs.

## História

### Formação (2003-2006)
O grupo foi formado em 2003 após o término da banda punk Johnny Welfare & The Paychecks. A primeira formação contava com Baizley (vocal e guitarra), Tim Loose (guitarra), Summer Welch (baixo) e Allen Blickle (bateria). A banda gravou uma demo em 2004, e dois EPs pela gravadora Hyperrealist Records; First, do mesmo ano; e Second, em 2005.

### Red Album e Blue Record (2007–2011)
Baroness começou a gravar seu primeiro álbum em março de 2007, e em abril assinaram com a Relapse Records. Red Album foi lançado em 4 de setembro de 2007. Brian Blickle deixou a banda em 2008 para entrada do guitarrista Peter Adams, da banda Valkyrie. Até 2009 o Baroness dividiu o palco com muitas bandas; incluindo Converge, High on Fire, Opeth, Coheed and Cambria, Mastodon e Clutch.
Em maio de 2009 o Baroness entrou no The Track Studio, no Texas, para gravar seu segundo álbum, Blue Record, produzido por John Congleton. O álbum foi lançado pela Relapse Records em 13 de outubro de 2009. Em 2010 tocaram no Australian Soundwave Festival, ao lado de bandas como Clutch, Isis, Meshuggah, Janes Addiction e Faith No More. Estiveram também em turnê nos Estados Unidos com o Mastodon entre abril e maio de 2010, e com o Deftones de agosto a setembro de 2010. Também foram selecionados como banda de apoio para o Metallica em sua turnê pela Austrália e Nova Zelândia no final de 2010.

### Yellow & Green e o acidente de ônibus (2011–2014)

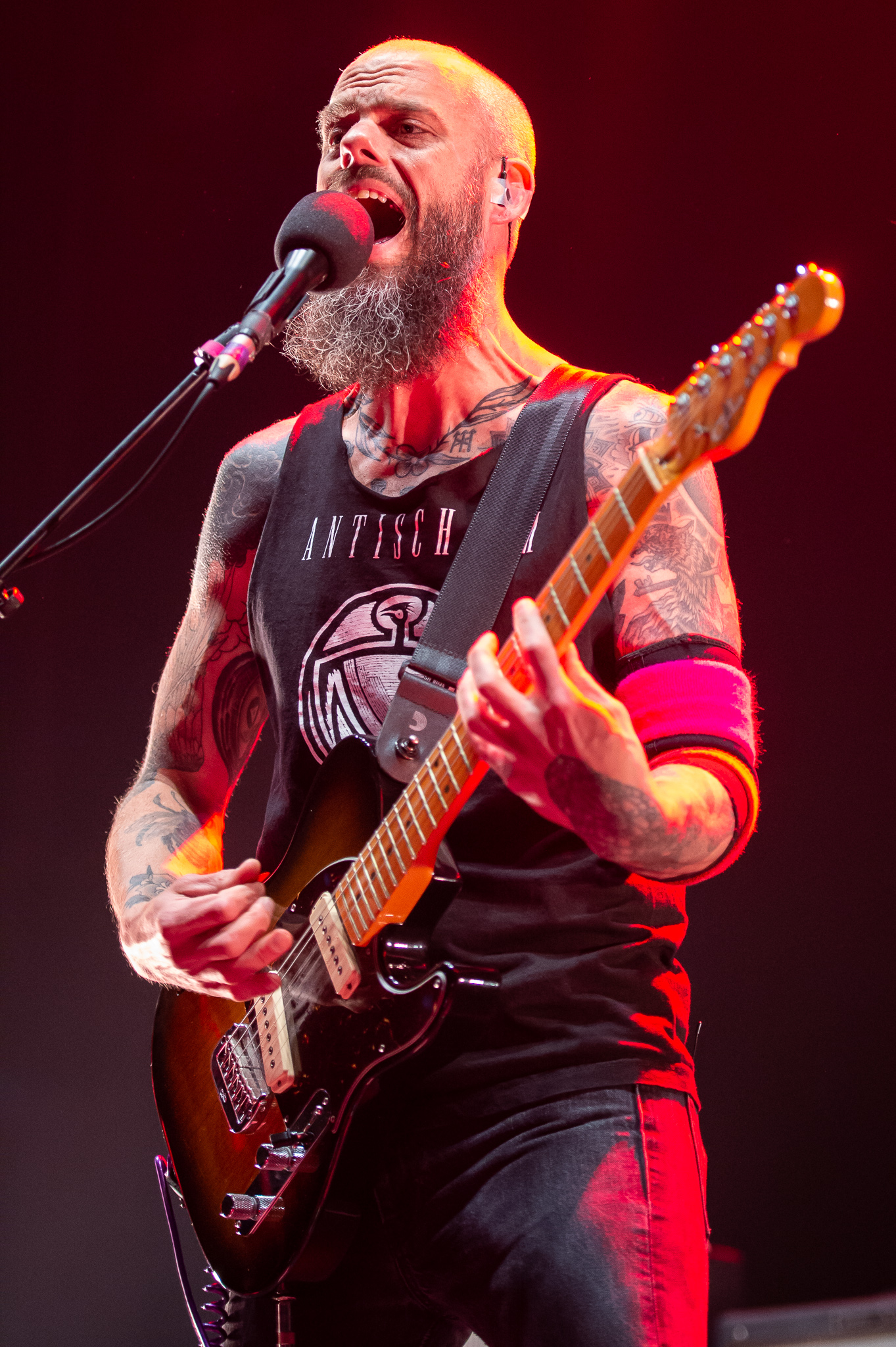
John Baizley, Rock im Park 2018

Em 23 de maio de 2011 a banda lançou seu site oficial. Em maio de 2012 lançaram o single "Take My Bones Away" no YouTube. Yellow & Green, terceiro disco de estúdio do grupo, saiu pela Relapse Records em 17 de julho de 2012.
Em 15 de agosto de 2012, nove passageiros ficaram feridos (dois gravemente) quando o ônibus em que a banda viajava caiu de um viaduto perto de Bath, na Inglaterra. O vocalista John Baizley fraturou o braço e a perna esquerda. Allen Blickle e Matt Maggioni sofreram fraturas nas vértebras. Peter Adams foi tratado e liberado do hospital no dia seguinte. Após se recuperar, John Baizley fez apresentações acústicas em março de 2013 no SXSW, em Austin, Texas. Allen Blickle (bateria) e Matt Maggioni (baixo) deixaram a banda no mesmo mês, sendo substituídos pelo baterista Sebastian Thomson, e pelo baixista Nick Jost. Em setembro de 2013 a banda iniciou sua turnê européia em Tilburg, na Holanda.

### PurpleeGold & Grey(2015-atualmente)
Em 28 de agosto de 2015, no final de uma turnê de duas semanas pela Europa, eles lançaram a música "Chlorine & Wine" e anunciaram que seu novo álbum, Purple, seria lançado em 18 de dezembro de 2015 pelo selo próprio, Abraxan Hymns. Purple foi gravado com Dave Fridmann no Tarbox Road Studios em Cassadaga, Nova York. Em setembro de 2015 saiu o videoclipe de "Chlorine & Wine", seguido do single para "Shock Me" no mês seguinte. "Shock Me" foi indicado ao Grammy de Melhor Performance de Metal no Grammy Awards de 2017.
Em 26 de abril de 2017, em uma entrevista na Teamrock, John Baizley afirmou que eles começaram a escrever material para seu quinto álbum de estúdio. Em 1 de junho de 2017, foi anunciado que Peter Adams estava deixando a banda amigavelmente. Gina Gleason foi anunciada como substituta.
Em 14 de junho de 2019 foi lançado o quinto álbum de estúdio, intitulado Gold & Grwy. O portal Loudwire o elegeu como um dos 50 melhores discos de rock de 2019.

## Integrantes

### Atuais
- John Baizley  - vocal, guitarra base (desde 2003)
- Gina Gleason - guitarra solo, vocais (2017)
- Nick Jost - baixo (desde 2013)
- Sebastian Thomson - bateria (desde 2013)

### Ex-integrantes
- Allen Blickle - baterista (2003 - 2013)
- Peter Adams - guitarra solo, vocais (2008-2017)
- Summer Welch - baixo, vocal (2003 - 2012)
- Tim Loose - guitarra (2003 - 2005)
- Brian Blickle - guitarra (2006 - 2008)
- Matt Maggioni - baixo (2012 - 2013)

## Discografia
| - Red Album (2007) - Blue Record (2009) - Yellow & Green (2012) - Purple (2015) - Gold and Grey (2019) - First (2004) - Second (2005) - Live at Maida Vale (2013) | - First & Second (2008) - Live at Roadburn (2009) - High on Fire / Coliseum / Baroness (2007) - A Grey Sigh in a Flower Husk - Baroness/Unpersons (2007) |